# Route départementale 15 (Finistère)
Pour les articles homonymes, voir Route départementale 15.
La route de Gourin, abrégée en D 15, est une des routes du Finistère, qui relie Quimper au département du Morbihan à Roudouallec qui continue sous la D 1.

## Tracé de Quimper à Roudouallec
- Carrefour giratoire entre D 783 (boulevard du Président-Allende et D 15 à Quimper
- Le Rouillen, commune d'Ergué-Gabéric
- Carrefour giratoire entre D 15 et N 165 (échangeur du Rouillen)
- Odet-Lestonan, commune d'Ergué-Gabéric
- Croix-Ménez-Bris, Commune d'Elliant
- Coray
- Roudouallec
- La D 15 continue dans le Morbihan sur la D 1 à partir de Roudouallec en direction de Gourin.